# خوانما اسودو
خوانما اسودو (انگلیسی: Juanma Acevedo؛ زادهٔ ۲۴ مارس ۱۹۹۲) بازیکن فوتبال اهل اسپانیا است.
از باشگاه‌هایی که در آن بازی کرده‌است می‌توان به باشگاه فوتبال هرکولس اشاره کرد.